# Johannisthal (Berlin)
Johannisthal, Berlin-Johannisthal – dzielnica (Ortsteil) Berlina w okręgu administracyjnym Treptow-Köpenick. Od 1 października 1920 w granicach miasta.  
W 1909 wybudowano tutaj lotnisko Johannisthal.